# Cornusse
Cornusse és un municipi francès, situat al departament de Cher i a la regió de Centre – Vall del Loira. L'any 2007 tenia 281 habitants.

## Demografia

### Població
El 2007 la població de fet de Cornusse era de 281 persones. Hi havia 120 famílies, de les quals 44 eren unipersonals (12 homes vivint sols i 32 dones vivint soles), 28 parelles sense fills, 32 parelles amb fills i 16 famílies monoparentals amb fills.
La població ha evolucionat segons el següent gràfic:
Habitants censats

### Habitatges
El 2007 hi havia 158 habitatges, 122 eren l'habitatge principal de la família, 24 eren segones residències i 12 estaven desocupats. Tots els 158 habitatges eren cases. Dels 122 habitatges principals, 88 estaven ocupats pels seus propietaris, 28 estaven llogats i ocupats pels llogaters i 6 estaven cedits a títol gratuït; 10 tenien dues cambres, 25 en tenien tres, 36 en tenien quatre i 52 en tenien cinc o més. 87 habitatges disposaven pel capbaix d'una plaça de pàrquing. A 69 habitatges hi havia un automòbil i a 43 n'hi havia dos o més.

### Piràmide de població
La piràmide de població per edats i sexe el 2009 era:
| Homes | Edats   | Dones |
| ----- | ------- | ----- |
| 0     | 95 o +  | 0     |
| 4     | 90 a 94 | 0     |
| 0     | 85 a 89 | 4     |
| 0     | 80 a 84 | 0     |
| 4     | 75 a 79 | 4     |
| 16    | 70 a 74 | 12    |
| 8     | 65 a 69 | 8     |
| 4     | 60 a 64 | 8     |
| 4     | 55 a 59 | 0     |
| 8     | 50 a 54 | 8     |
| 16    | 45 a 49 | 8     |
| 0     | 40 a 44 | 4     |
| 16    | 35 a 39 | 8     |
| 12    | 30 a 34 | 8     |
| 12    | 25 a 29 | 16    |
| 8     | 20 a 24 | 4     |
| 8     | 15 a 19 | 0     |
| 4     | 10 a 14 | 4     |
| 12    | 5 a 9   | 4     |
| 8     | 0 a 4   | 4     |

## Economia
El 2007 la població en edat de treballar era de 177 persones, 114 eren actives i 63 eren inactives. De les 114 persones actives 98 estaven ocupades (59 homes i 39 dones) i 16 estaven aturades (8 homes i 8 dones). De les 63 persones inactives 20 estaven jubilades, 14 estaven estudiant i 29 estaven classificades com a «altres inactius».

### Ingressos
El 2009 a Cornusse hi havia 126 unitats fiscals que integraven 285,5 persones, la mediana anual d'ingressos fiscals per persona era de 14.659 €.

### Activitats econòmiques
Dels 9 establiments que hi havia el 2007, 5 eren d'empreses de construcció, 2 d'empreses de comerç i reparació d'automòbils, 1 d'una empresa de transport i 1 d'una empresa de serveis.
Dels 4 establiments de servei als particulars que hi havia el 2009, 2 eren paletes, 1 guixaire pintor i 1 lampisteria.
L'any 2000 a Cornusse hi havia 13 explotacions agrícoles que ocupaven un total de 1.870 hectàrees.

## Equipaments sanitaris i escolars
El 2009 hi havia una escola elemental integrada dins d'un grup escolar amb les comunes properes formant una escola dispersa.

## Poblacions properes
El següent diagrama mostra les poblacions més properes.